# Сьєрра-Леоне на Чемпіонаті світу з водних видів спорту 2015
Сьєрра-Леоне взяла участь у Чемпіонаті світу з водних видів спорту 2015, який пройшов у Казані (Росія) від 24 липня до 9 серпня.

## Плавання
Плавці Сьєрри-Леоне виконали кваліфікаційні нормативи в дисциплінах, які наведено в таблиці (не більш як два плавці за часом нормативу A і не більш як 1 плавець за часом нормативу B):
Чоловіки
| Спортсмен    | Дисципліна          | Попередній заплив | Попередній заплив | Півфінал        | Півфінал        | Фінал           | Фінал           |
| Спортсмен    | Дисципліна          | Час               | Місце             | Час             | Місце           | Час             | Місце           |
| ------------ | ------------------- | ----------------- | ----------------- | --------------- | --------------- | --------------- | --------------- |
| Моріс Біл    | 50 м на спині       | 35.85             | 68                | Завершив виступ | Завершив виступ | Завершив виступ | Завершив виступ |
| Моріс Біл    | 50 м брасом         | 34.87             | 68                | Завершив виступ | Завершив виступ | Завершив виступ | Завершив виступ |
| Осман Камара | 50 м вільним стилем | 27.70             | 103               | Завершив виступ | Завершив виступ | Завершив виступ | Завершив виступ |
| Осман Камара | 50 м батерфляєм     | 35.21             | 79                | Завершив виступ | Завершив виступ | Завершив виступ | Завершив виступ |

Жінки
| Спортсменка      | Дисципліна          | Попередній заплив | Попередній заплив | Півфінал         | Півфінал         | Фінал            | Фінал            |
| Спортсменка      | Дисципліна          | Час               | Місце             | Час              | Місце            | Час              | Місце            |
| ---------------- | ------------------- | ----------------- | ----------------- | ---------------- | ---------------- | ---------------- | ---------------- |
| Бунтурабі Джалло | 50 м вільним стилем | 54.27             | 113               | Завершила виступ | Завершила виступ | Завершила виступ | Завершила виступ |
| Бунтурабі Джалло | 50 м брасом         | 57.64             | 73                | Завершила виступ | Завершила виступ | Завершила виступ | Завершила виступ |